# 박자혜
박자혜(朴慈惠, 1895년 12월 11일 ~ 1943년 10월 16일)는 한국의 독립운동가이다.

## 생애
1895년 12월 11일 경기도 고양군 숭인면 수유리(지금의 서울특별시 강북구 수유동)에서 출생하였고 지난날 한때 경기도 파주군 금촌면에서 잠시 유아기를 보낸 적이 있으며 그 후 한성부에서 성장하였다. 부친은 중인 출신의 박원순이고 모친에 대해서는 알려져 있지 않다.
한성부에서 자라던 그녀는 어린 시절 아기나인으로 입궁해 약 10여년 궁중생활을 하다 1910년 경술국치 이후 궁녀 신분을 벗어난 후 숙명여학교 기예과에 입학해 근대교육을 받고, 졸업 후 사립 조산부양성소를 다녔다. 졸업 후 경제적인 독립을 위해 조선총독부의원 산부인과의 간호부로 취업하였다.
1919년, 간호부 근무 당시 3·1 만세 운동으로 병원에 부상 환자들이 줄을 잇자, 많은 부상자들을 치료하던 과정에서 민족의 울분을 느끼고 함께 근무하는 간호사들을 모아 만세 시위에 참여할 것을 주장하였다.
그 후 일제 산하 기관에서 산파로 일하고 있는 자신이 부끄러워져 직접 행동에 나서기로 하고 직접 3·1 만세 운동에 참여하기 위해 ‘간우회’를 조직하였으며, 동 병원의 의사들과도 긴밀한 관계를 갖고 간호사들에게 동맹파업에 참여할 것을 주창하였고, 이로 인해 일경에 체포되었다가 병원장의 신병인도로 풀려났으며, 이후 북경으로 건너갔다.
북경에서 1919년 봄 회문(匯文)대학 의예과(1927년 연경대학으로 대학 개칭 후 연경대 의예과, 1949년 북경협화의원(北京協和醫院)에 전입)에 입학한 박자혜 선생은 북경 생활 1년 여를 지낸 1920년 봄, 평생의 반려자인 단재 신채호 선생을 만나 결혼하였고 대학을 중퇴, 이듬해 첫아들 신수범(신채호의 차남) 선생을 출산하였다. 그러나 1922년 둘째를 임신한 채 경제적 어려움때문에 남편과 헤어져 국내로 들어오고 말았다.
한편 신채호는 1923년 독립운동가인 약산 김원봉 선생을 만나 의열단 활동에 가담하였고, 박자혜도 남편 신채호와의 연락을 계속하면서 국내에서 가능한 독립운동을 지원하였다. 1924년 정의부가 결성된 후에 군자금을 모집하기 위해 정의부 요원이 국내로 파견되었을 때 박자혜 선생이 보천교 북(北)방주 한규숙을 중개하여 주었다. 나석주 의사가 토지수탈기관인 동양척식주식회사(1908년 설립)에 폭탄을 투척한 의거 당시에도, 서울의 길 안내를 지원한 것이 박자혜였다. 신채호 선생이 체포되어 1936년 2월 21일 여순감옥에서 전향하면 가출옥시켜주겠다는 유혹을 견디어내면서 옥고를 치르다 운명을 달리하기까지(조정래, 태백산맥 3권,해냄), 옥바라지는 물론 자녀 교육, 생계를 모두 떠맡아야만 했다.
신채호 선생이 세상을 떠난 후 둘째아들 신두범(신채호의 삼남) 마저 14세의 어린 나이로 생을 마감하자, 유일한 희망인 조국의 독립도 보지 못한 채 평생의 회한을 뒤로하고 1943년 병고로 홀로 세상을 떠났다.

### 사후
대한민국 정부는 박자혜 여사의 공훈을 기리기 위해 1990년 건국훈장 애족장을 추서하였다.

## 생애 요약
1895년에 태어나 어릴 적 궁에서 일을 하다 일제강점 이후 궁궐에서 나와
근대교육을 받고 총독부의원의 간호사가 되었다.
이후 3.1운동의 부상자들을 간호한 것을 계기로
간호사들의 독립운동 단체인 '간우회'를 설립한다.
신채호 선생과 결혼해 뒷바라지를 하며 독립운동을 돕던 도중
남편과 아이들이 하나 둘 세상을 떠나자 슬픔에 잠겨
1943년 독립에 대한 강한 의지마저 잃고 홀로 셋방에 살다가 세상을 떠난다.

## 같이 보기
- 유관순